# Adrián De La Vega
Adrián De La Vega est un acteur, conférencier, vidéaste, et militant français né en 1995.
Depuis 2015, il utilise sa chaîne YouTube comme plateforme pédagogique pour ouvrir le discours sur les questions de transidentité et d’identité de genre. 

## Biographie
Adrián De La Vega ne dévoile pas beaucoup d'informations concernant son enfance, ses relations amoureuses ou sa famille. 
Il est cependant engagé depuis ses 18 ans en tant qu'homme trans visible pour faire avancer les droits des personnes trans en France. Par ailleurs, il est bisexuel.
Son premier rôle en tant qu'acteur est celui d'Elijah dans la deuxième saison de la websérie Les Engagés, sortie à l'automne 2018.  

## Réseaux sociaux
Il poste régulièrement des mises à jour sur ses réseaux sociaux tels que YouTube, Facebook, Instagram où 35 000 abonnés le suivent, et sa page Twitter, sur lesquelles il partage notamment des pensées et des informations pédagogiques. Adrián De La Vega utilise les médias sociaux comme un moyen de sensibiliser les gens sur les questions trans, de partager des mises à jour sur sa vie, ainsi que d'interagir avec ses fans et le public, qu'il soit trans, non binaire ou cis.

## Militantisme
Après avoir remporté le Out d'Or en tant que personnalité LGBT de l'année,,,, il a donné des conférences dans différents endroits en France et en Belgique. Il a notamment participé au festival international du journalisme vivant en 2017. 
Pour le retour du magazine papier Têtu, Adrián De La Vega a posé en première page de couverture.
Il s'oppose à la SoFECT,.